# Verfassungsreferendum in Niger 1999
Das Verfassungsreferendum in Niger 1999 fand am 18. Juli 1999 statt. Die Wahlberechtigten Nigers stimmten mehrheitlich für eine Annahme der Verfassung der Fünften Republik.

## Hintergrund
Die Vierte Republik (1996–1999) endete mit dem gewaltsamen Tod des umstrittenen Staatspräsidenten Ibrahim Baré Maïnassara. Die unter dem Anführer des Staatsstreichs und neuen Staatschef Daouda Malam Wanké ausgearbeitete Verfassung der Fünften Republik ähnelte stark jener der Dritten Republik (1993–1996): Beide sahen ein semipräsidentielles Mehrparteiensystem vor. Eine wesentliche Neuerung war die Stärkung der Verfassungsgerichtsbarkeit, die in der Herauslösung eines eigenständigen Verfassungsgerichtshofs aus dem Obersten Gerichtshof ihren Ausdruck finden sollte.

## Ergebnis
Von 4.237.258 registrierten Wählern gingen 1.319.919 zu den Urnen. Dies entspricht einer Wahlbeteiligung von 31,2 %. Von den abgegebenen Stimmzetteln wurden 1.295.817 als gültig und 24.102 als ungültig gewertet.
|      | Stimmen   | Anteil  |
| ---- | --------- | ------- |
| Ja   | 1.161.178 | 89,61 % |
| Nein | 134.639   | 10,39 % |

Die niedrige Wahlbeteiligung entsprach einer schleppend geführten Wahlkampagne. Das Referendum selbst wurde unter völlig freien und fairen Bedingungen durchgeführt.

## Folgen
Übergangsstaatschef Wanké gab seine Macht an den unter den Bedingungen der neuen Verfassung bei den Präsidentschaftswahlen von 1999 gewählten Staatspräsidenten Mamadou Tandja ab.